# Melanophryniscus cupreuscapularis
Melanophryniscus cupreuscapularis – gatunek płaza bezogonowego z rodziny ropuchowatych.

## Systematyka
Gatunek ten jako pierwsi opisali Jorge Abel Céspedez i Blanca Beatriz Alvarez; opis ukazał się w 2000 roku na łamach czasopisma „Facena”.
Gatunek jest jednym z przedstawicieli rodzaju Melanophryniscus zaliczanego do rodziny ropuchowatych (Bufonidae).

## Rozmieszczenie geograficzne
Zasięg występowania gatunku obejmuje około 26 571 km².
Gatunek ten zalicza się do endemitów. Spotyka się go jedynie w północno-wschodniej Argentynie, na terenie prowincji Corrientes, na jej północnym zachodzie, w okolicy miasta o tej samej nazwie. Odnotowano go jedynie w kilku lokalizacjach.

## Ekologia
Żyje na wysokości od 50 do 70 m nad poziomem morza.
Jego siedlisko to tereny trawiaste z wychodniami skalnymi, także obszary przejściowe pomiędzy łąkami a lasami porastanymi przez Astronium balansae.

## Cykl życiowy
Rozmnaża się w tymczasowych zbiornikach wodnych powstających po intensywnych deszczach. Samica składa jaja do wody (zazwyczaj nie więcej niż 300 sztuk) i podczepia je do zanurzonej roślinności.

## Zagrożenia i ochrona
Zwierzę występuje pospolicie w nielicznych miejscach swego występowania, gdzie warunki mu sprzyjają. Jego trend populacyjny jest spadkowy.
Międzynarodowa Unia Ochrony Przyrody przyznała gatunkowi status NT – Near Threatened (bliski zagrożenia). Z zagrożeń wymienia utratę środowiska naturalnego spowodowaną ludzkim osadnictwem (zwłaszcza rozrastaniem się miasta Corrientes).
Nie zamieszkuje terenów chronionych.